# Хеллман, Веса
Ве́са Хе́ллман (англ. Vesa Hellman; род. 11 ноября 1970, Перттели, Турку-Пори) — финский кёрлингист, участник сборной Финляндии по кёрлингу на колясках на зимних Паралимпийских играх 2014.

## Достижения
- Чемпионат Финляндии по кёрлингу на колясках: золото (2010, 2011, 2012), серебро (2013), бронза (2009)[2].

## Команды
| Сезон   | Четвёртый          | Третий           | Второй             | Первый          | Запасной                                | Турниры                |
| ------- | ------------------ | ---------------- | ------------------ | --------------- | --------------------------------------- | ---------------------- |
| 2008—09 | Веса Хеллман       | Туомо Аарникка   | Jari Manni         | Riitta Särösalo | Seppo Pihnala тренер: Lauri Ikävalko    | КЧМК 2008/09 (7 место) |
| 2009    | Веса Хеллман       | Vesa Kokko       | Riitta Särösalo    | Anneli Rämö     |                                         | ЧФК 2009               |
| 2010    | Веса Хеллман       | Vesa Kokko       | Riitta Särösalo    |                 |                                         | ЧФК 2010               |
| 2010—11 | Веса Хеллман       | Туомо Аарникка   | Маркку Карьялайнен | Riitta Särösalo | Сари Карьялайнен тренер: Lauri Ikävalko | КЧМК 2010/11 (8 место) |
| 2011    | Веса Хеллман       | Riitta Särösalo  | Vesa Kokko         | Mikko Nuora     |                                         | ЧФК 2011               |
| 2011—12 | Маркку Карьялайнен | Веса Хеллман     | Сари Карьялайнен   | Туомо Аарникка  | Riitta Särösalo тренер: Lauri Ikävalko  | КЧМК 2011/12           |
| 2012    | Веса Хеллман       | Mikko Nuora      | Riitta Särösalo    | Vesa Kokko      |                                         | ЧФК 2012               |
| 2012—13 | Маркку Карьялайнен | Веса Хеллман     | Сари Карьялайнен   | Туомо Аарникка  | тренер: Lauri Ikävalko                  | КЧМК 2012/13           |
| 2013    | Веса Хеллман       | Seppo Pihnala    | Мина Мойтахеди     | Туомо Аарникка  |                                         | ЧФК 2013               |
| 2013    | Маркку Карьялайнен | Веса Хеллман     | Сари Карьялайнен   | Туомо Аарникка  | Мина Мойтахеди тренер: Оску Куутамо     | ЧМК 2013 (8 место)     |
| 2014    | Маркку Карьялайнен | Сари Карьялайнен | Веса Хеллман       | Туомо Аарникка  | Мина Мойтахеди тренер: Оску Куутамо     | ЗПИ 2014 (10 место)    |

(скипы выделены полужирным шрифтом)

## Частная жизнь
Начал заниматься кёрлингом на колясках в 2007 в возрасте 37 лет. До этого занимался баскетболом на колясках.